# Loksa (Tapa)
Loksa – wieś w Estonii, w prowincji Virumaa Zachodnia, w gminie Tapa.